# Kersten
Kersten ist wie Karsten oder Carsten die nordische/plattdeutsche Form von Christian und ein vornehmlich männlicher Vorname. Kerst ist eine durch Metathesis entstandene Form von Christ. Weibliche Namensvarianten lauten Kerstin oder Kirsten. In seltenen Fällen wird auch Kersten als weiblicher Vorname vergeben.
Der Vorname kommt vom lateinischen christianus sowie vom griechischen christianós (χριστιανός), Christ bzw. christlich, was von Christós (Χριστός) abgeleitet ist. Das griechische Christos entspricht wiederum dem hebräischen moschiach (משיח), Messias, was bezogen auf Jesus Christus der Gesalbte bedeutet. Als Ableitung von Christian wird Kersten auch als „In Christus fest, ein Fels in Christus“ gedeutet.

## Namenstag
14. Mai (Christian) oder 24. Juni (Christiane)

## Varianten
Karsten, Kerst und Carsten (männl.), Kerstin, Kerstine, Kerstina, Kirsten, Kirsti, Kirstin, Cerstin, Keri und Kiki (weibl.)

## Namensträger

### Vorname
- Kersten Miles († 1420), Bürgermeister von Hamburg und Zeitgenosse Störtebekers
- Kersten Reich (* 1948), deutscher Pädagoge und Begründer des Interaktionistischen Konstruktivismus
- Kersten Steinke (* 1958), deutsche Politikerin (LINKE.)
- Kersten Rosenau (* 1957), deutscher Politiker (CDU.)

### Familienname
- Abraham Kersten (1733–1796), Leiter und Mitinhaber des ersten Wuppertaler Bankhauses Gebr. Kersten
- Albert von Kersten (1889–1937), österreichischer Schauspieler
- Alicia Kersten (* 1998), deutsche Fußballspielerin
- Andrea Kersten (* 1965), deutsche Politikerin (AfD) und MdL
- Anne Kersten (1895–1982), deutsche Schauspielerin
- Arno Kersten (1838–1915), deutscher Fotograf
- August Kersten (1854–1914), deutscher Architekt
- Ben Kersten (* 1981), australischer Bahn- und Straßenradrennfahrer
- Britt Kersten (* 1939), deutsche Schlagersängerin
- Caspar Kersten (1734–1807), Seniorchef und Mitgründer des Bankhauses Gebrüder Kersten
- Charles J. Kersten (1902–1972), US-amerikanischer Politiker
- Christian Heinrich Kersten (1732/33–1799), deutscher Orgelbauer in Rostock
- Christoph Kersten (1733–1796), deutscher Missionar der Herrnhuter Brüdergemeine
- Conrad Kersten (auch Konrad Kersten, 1683–1759), Mitgründer des ersten Elberfelder Bankhauses Gebrüder Kersten
- Cornelius Kersten (* 1994), britischer Eisschnellläufer
- Dagmar Kersten (* 1970), deutsche Turnerin
- Dieter Kersten (* 1996), belgischer Leichtathlet
- Felix Kersten (1898–1960), Masseur von Heinrich Himmler
- Fritz Kersten (1935–2005), hessischer Politiker (FDP) und ehemaliger Abgeordneter des Hessischen Landtags
- Franziska Kersten (* 1968), deutsche Politikerin (SPD)
- Gerrit Kersten-Thiele (* 1980), deutscher Basketballfunktionär
- Heinz Kersten (1926–2022), deutscher Autor und Publizist
- Helga Kersten (1926–2008), deutsche Biochemikerin und Hochschullehrerin
- Herbert Kersten (1918–1996), österreichischer Schauspieler
- Holger Kersten (* 1951), deutscher Autor
- Hugo Kersten (1892–1919), deutscher Schriftsteller und Publizist
- Ina Kersten, deutsche Mathematikerin
- Jaap Kersten (* 1934), niederländischer Radrennfahrer
- Jens Kersten (* 1967), deutscher Rechtswissenschaftler
- Joachim Kersten (Jurist) (1946–2023), deutscher Jurist, Autor, Herausgeber und Literaturförderer
- Joachim Kersten (Soziologe) (* 1948), deutscher Soziologe und Kriminologe
- Joachim Kersten (Maler) (* 1953), deutscher Maler und Grafiker
- Karin Kersten (* 1943), deutsche Schriftstellerin und Übersetzerin
- Karl Kersten (1909–1992), deutscher Prähistoriker
- Karl Moritz Kersten (1803–1850), deutscher Chemiker und Hochschullehrer
- Katharina Bennefeld-Kersten (* 1947), deutsche Psychologin und Autorin
- Kurt Kersten (Autor) (1891–1962), deutscher  Historiker, Schriftsteller und Publizist
- Kurt Kersten (Politiker) (1901–1967), deutscher Politiker (GB/BHE), MdL Hessen
- Martin Kersten (1906–1999), deutscher Metallphysiker
- Max Werner-Kersten (1880–1948), deutscher Komponist
- Nicole Kersten (* 1974), deutsche Schauspielerin
- Otto Kersten (1839–1900), deutscher Afrikaforscher, Geograf und Konsul
- Patrick Kersten (* 1972), niederländischer Handballspieler und -trainer
- Paul Kersten (Buchbinder) (1865–1943), deutscher Buchbinder und Papierhistoriker
- Paul Kersten (Schriftsteller) (1943–2020), deutscher Schriftsteller und Rundfunkredakteur
- Paul Kersten (Fußballspieler) (* 1949), deutscher Fußballspieler
- Peter Kersten (Schriftsteller) (* 1924), tschechisch-deutscher Radiojournalist und Schriftsteller
- Peter Kersten (Fotograf) (* 1937), deutscher Fotograf und Grafikdesigner
- Peter Kersten (Zauberkünstler, 1943) (1943–2023), deutscher Zauberkünstler und Moderator
- Peter Kersten (Ruderer) (* 1958), deutscher Ruderer
- Peter Heinz Kersten (1929–2004), österreichischer Zauberkünstler und Sänger
- Rainer Kersten (* 1964), deutscher Übersetzer
- Richard Kersten (* 1949), englisch-deutscher Musiker
- Rolf Kersten (1935–1986), deutscher Politiker (SED)
- Rudolf Kersten (* 1926), deutscher Fußballspieler
- Stephan Kersten (* 1954), deutscher Jurist
- Ulrich Kersten (* 1941), deutscher Jurist und Präsident des Bundeskriminalamtes
- Walter Kersten (1926–2011), deutscher Biochemiker
- Wilhelm Kersten (1906–1970), deutscher SS-Hauptscharführer
- Wilhelm Kersten-Thiele (1913–1988), deutscher Theologe und Missionswissenschaftler
- Wolfgang Kersten (Regisseur) (* 1931), deutscher Opernregisseur
- Wolfgang Kersten (Wirtschaftsingenieur) (* 1959), deutscher Wirtschaftsingenieur
- Wolfgang F. Kersten (* 1954), deutsch-schweizerischer Kunsthistoriker